# Barinitas (Venezuela)
Pour les articles homonymes, voir Barinitas.
Barinitas est une ville du Venezuela, capitale de la paroisse civile de Barinitas et chef-lieu de la municipalité de Bolívar dans l'État de Barinas.

## Histoire
La ville est fondée le 30 juin 1628 sous le nom de Nueva Trujillo de Barinas.

## Sources
- (es) Cet article est partiellement ou en totalité issu de l’article de Wikipédia en espagnol intitulé « Barinitas » (voir la liste des auteurs).